# Sindaci di Vignola
Di seguito l'elenco cronologico dei sindaci di Vignola e delle altre figure apicali equivalenti che si sono succedute nel corso della storia.

## Marchesato di Vignola (1577-1796)
| Periodo | Periodo | Primo cittadino                              | Partito | Carica      | Note                                                                          |
| ------- | ------- | -------------------------------------------- | ------- | ----------- | ----------------------------------------------------------------------------- |
| 1577    | 1578    | Giovanni Bazzani                             |         | Governatore | Colonnello dell'esercito                                                      |
| 1578    | 1581    | Agamennone Grassi                            |         | Governatore |                                                                               |
| 1581    | 1586    | Giuseppe Torre                               |         | Governatore | Nobile di Lucca                                                               |
| 1586    | 1588    | Alessandro Preti                             |         | Governatore | Nobile bolognese, cavaliere della Milizia di Cristo dell'Ordine di Portogallo |
| 1588    | 1589    | Fulvio Benassai                              |         | Governatore |                                                                               |
| 1589    | 1593    | Giovanni Terzoli                             |         | Governatore | Di Castell'Arquato                                                            |
| 1593    | 1594    | Camillo Lepido                               |         | Governatore | Di Pesaro                                                                     |
| 1594    | 1594    | Trusso Trussi                                |         | Governatore | Nobile di Cremona                                                             |
| 1594    | 1595    | Vincenzo Lenti                               |         | Governatore | Di Ascoli Piceno                                                              |
| 1595    | 1598    | Valerio Oliveti                              |         | Governatore | Di Pisa                                                                       |
| 1598    | 1599    | Anteo Claudi                                 |         | Governatore | Nobile di Cesena                                                              |
| 1599    | 1602    | Griffone Ruggeri della Pergola               |         | Governatore | Di Urbino                                                                     |
| 1602    | 1602    | Giovanni Bazzani                             |         | Governatore | Secondo mandato                                                               |
| 1602    | 1609    | Giovanni Benedetto Venturelli                |         | Governatore | Nobile di Urbino                                                              |
| 1609    | 1611    | Annibale Claudi                              |         | Governatore |                                                                               |
| 1611    | 1613    | Gian Maria Oldovrandi                        |         | Governatore | Nobile di Sabbioneta                                                          |
| 1613    | 1616    | Scipione Borni                               |         | Governatore | Nobile di Fivizzano                                                           |
| 1616    | 1618    | Agostino Brini                               |         | Governatore | Nobile di Roccaguglielma                                                      |
| 1618    | 1619    | Francesco Lambertini                         |         | Governatore | Conte bolognese                                                               |
| 1619    | 1620    | Domenico Bazzani                             |         | Governatore |                                                                               |
| 1620    | 1621    | Gianpietro Olevani                           |         | Governatore | Nobile di Pavia                                                               |
| 1621    | 1623    | Antonio Santacroce                           |         | Governatore | Nobile di Spoleto                                                             |
| 1623    | 1634    | Francesco Sassatelli                         |         | Governatore | Conte d'Imola, cavaliere di San Michele del Cristianissimo Re di Francia      |
| 1634    | 1637    | Francesco Lambertini                         |         | Governatore | Secondo mandato                                                               |
| 1637    | 1637    | Cesare Grossi                                |         | Governatore | Nobile d'Isola                                                                |
| 1637    | 1638    | Giustino Gentili                             |         | Governatore | Nobile di Falfa                                                               |
| 1638    | 1641    | Francesco Tedeschi                           |         | Governatore | Nobile di Massa Lombarda                                                      |
| 1641    | 1642    | Luigi de Rosis                               |         | Governatore | Nobile romano                                                                 |
| 1642    | 1643    | Ferdinando Stradelli                         |         | Governatore | Di Piacenza                                                                   |
| 1643    | 1646    | Antonio Ascanio Magnani                      |         | Governatore | Nobile di Modena                                                              |
| 1646    | 1654    | Francesco Sassatelli                         |         | Governatore | Secondo mandato                                                               |
| 1654    | 1671    | Angelo Gianotti                              |         | Governatore | Nobile di Sora                                                                |
| 1671    | 1677    | Carlo Forelli                                |         | Governatore | Nobile di Venezia                                                             |
| 1677    | 1678    | Giovanni Maria Mastricchi                    |         | Governatore | Nobile di Gubbio                                                              |
| 1678    | 1680    | Francesco Quarantini                         |         | Governatore | Nobile di Faenza                                                              |
| 1680    | 1681    | Carlo Spadazza                               |         | Governatore |                                                                               |
| 1681    | 1683    | Giovanni Maria Mastricchi                    |         | Governatore | Secondo mandato                                                               |
| 1683    | 1689    | Giuseppe Ambrogi                             |         | Governatore | Nobile di Fano                                                                |
| 1689    | 1697    | Rocco Rampicci                               |         | Governatore | Nobile di Sora                                                                |
| 1697    | 1707    | Antonio Federico Corradini                   |         | Governatore | Nobile di Urbino                                                              |
| 1707    | 1720    | Luigi Lorenzo Benveduti                      |         | Governatore | Nobile di Gubbio                                                              |
| 1720    | 1721    | Francesco Fabrizio Agostini                  |         | Governatore | Di Cagli                                                                      |
| 1721    | 1724    | Domenico Nicolò Mastini                      |         | Governatore | Di Faenza                                                                     |
| 1724    | 1734    | Gaspare Ettore Clavari                       |         | Governatore | Nobile di Sant'Angelo in Vado                                                 |
| 1734    | 1734    | Iacopo Conti                                 |         | Governatore | Nobile di Imola                                                               |
| 1734    | 1739    | Giovanni Maria Paradisi                      |         | Governatore | Nobile di Civitacastellana, padre di Agostino Paradisi                        |
| 1739    | 1744    | Giuseppe Marconi                             |         | Governatore | Nobile di Città della Penna                                                   |
| 1744    | 1748    | Filippo Farri                                |         | Governatore | Nobile di Ferrara                                                             |
| 1748    | 1753    | Alessandro Brancaleoni                       |         | Governatore | Nobile di Cesena                                                              |
| 1753    | 1765    | Giulio de' Signori dello Smerillo de' Nobili |         | Governatore | Di Siena                                                                      |
| 1765    | 1767    | Ercole Faella                                |         | Governatore | Conte imolese                                                                 |
| 1767    | 1771    | Domenico Benedetti                           |         | Governatore | Nobile di Sant'Angelo in Vado e Sassoferrato                                  |
| 1771    | 1776    | Giuseppe Valenti                             |         | Governatore | Di Piacenza                                                                   |
| 1776    | 1779    | Pietro Paolo Piroli                          |         | Governatore | Nobile piacentino                                                             |
| 1779    | 1796    | Tommaso Ferdinando Bavelli                   |         | Governatore | Di Bologna, destitituito il 9 ottobre 1796                                    |

## Regno d'Italia napoleonico (1805-1814)
| Periodo | Periodo | Primo cittadino            | Partito | Carica  | Note                        |
| ------- | ------- | -------------------------- | ------- | ------- | --------------------------- |
|         |         | Carlo Azzani               |         | Sindaco | Sindaco nel 1806            |
|         |         | G. Francesco Soli          |         | Sindaco | Sindaco nel 1807            |
| 1807    | 1807    | Carlo Azzani               |         | Sindaco |                             |
| 1807    |         | Remigio Miani              |         | Sindaco |                             |
|         |         | Carlo Azzani               |         | Sindaco | Sindaco nel 1809            |
|         |         | Giovanni Battista Bellucci |         | Sindaco | Sindaco nel 1810            |
|         |         | D. Cavani                  |         | Sindaco | Sindaco nel 1811 e nel 1812 |

## Ducato di Modena e Reggio (1814-1859)
| Periodo | Periodo | Primo cittadino    | Partito | Carica  | Note             |
| ------- | ------- | ------------------ | ------- | ------- | ---------------- |
|         |         | G. M. Lolli        |         | Sindaco | Sindaco nel 1814 |
|         | 1852    | Wenceslao Vandelli |         | Podestà |                  |
| 1852    | 1856    | Alessandro Plessi  |         | Podestà |                  |
| 1856    | 1859    | Francesco Barberi  |         | Podestà |                  |

## Regno d'Italia (1861-1946)
| Sindaci nominati dal governo (1860-1889)                   | Sindaci nominati dal governo (1860-1889) | Sindaci nominati dal governo (1860-1889) | Sindaci nominati dal governo (1860-1889) | Sindaci nominati dal governo (1860-1889) | Sindaci nominati dal governo (1860-1889) |
| Nominativo                                                 | Partito                                  | Partito                                  | Mandato                                  | Mandato                                  | Elezione                                 |
| Nominativo                                                 | Partito                                  | Partito                                  | Inizio                                   | Fine                                     | Elezione                                 |
| ---------------------------------------------------------- | ---------------------------------------- | ---------------------------------------- | ---------------------------------------- | ---------------------------------------- | ---------------------------------------- |
| Luca Tosi                                                  | ?                                        | ?                                        | 1859                                     | 1860                                     |                                          |
| Alessandro Plessi                                          | ?                                        | ?                                        | 1860                                     | 1862                                     |                                          |
| Luigi Iacoli                                               | ?                                        | ?                                        | 26 gennaio 1863                          | 1863                                     |                                          |
| Alessandro Plessi                                          | ?                                        | ?                                        | 1863                                     | 1865                                     |                                          |
| Gioacchino Leoni                                           | ?                                        | ?                                        | 1 febbraio 1866                          | 1868                                     |                                          |
| Alessandro Plessi                                          | ?                                        | ?                                        | 1868                                     | 1891                                     |                                          |
| Sindaci eletti dal Consiglio comunale (1889-1926)          |                                          |                                          |                                          |                                          |                                          |
| Nominativo                                                 | Partito                                  | Partito                                  | Mandato                                  | Mandato                                  | Elezione                                 |
| Nominativo                                                 | Partito                                  | Partito                                  | Inizio                                   | Fine                                     | Elezione                                 |
| Erminio Leoni                                              | ?                                        | ?                                        | 1891                                     | 1902                                     |                                          |
| Alessandro Plessi                                          | ?                                        | ?                                        | 1902                                     | 1905                                     |                                          |
| Emilio Gazzotti                                            | ?                                        | ?                                        | 12 febbraio 1906                         | 1907                                     |                                          |
| Pietro Muzzioli                                            | ?                                        | ?                                        | 1907                                     | 1910                                     |                                          |
| Guido Plessi                                               | ?                                        | ?                                        | 1910                                     | 1912                                     |                                          |
| Federico Montessori                                        | ?                                        | ?                                        | 25 agosto 1914                           | 1918                                     |                                          |
| Vittorio Fanti                                             | ?                                        | ?                                        | 15 gennaio 1919                          | 1920                                     |                                          |
| Francesco Bandieri                                         | ?                                        | ?                                        | 1920                                     | 1922                                     |                                          |
| Paolo Ripandelli Martuzzi                                  | ?                                        | ?                                        | 7 dicembre 1922                          | 1926                                     |                                          |
| Podestà nominati dal governo (1926-1945)                   |                                          |                                          |                                          |                                          |                                          |
| Nominativo                                                 | Partito                                  | Partito                                  | Mandato                                  | Mandato                                  | Elezione                                 |
| Nominativo                                                 | Partito                                  | Partito                                  | Inizio                                   | Fine                                     | Elezione                                 |
| Primo Cavallini                                            |                                          | Partito Nazionale Fascista               | 12 gennaio 1926                          | 1930                                     | -                                        |
| Raimondo Giovanardi                                        | Commissario prefettizio                  | Commissario prefettizio                  | 1930                                     | 1930                                     | -                                        |
| Paolo Ripandelli Martuzzi                                  |                                          | Partito Nazionale Fascista               | 1930                                     | 1932                                     | -                                        |
| Stefano Vici                                               |                                          | Partito Nazionale Fascista               | 1932                                     | 1933                                     | -                                        |
| Secondo Favali                                             |                                          | Partito Nazionale Fascista               | 1933                                     | 1935                                     | -                                        |
| Salvatore Iacono                                           | Commissario prefettizio                  | Commissario prefettizio                  | 1935                                     | 1936                                     | -                                        |
| Paolo Ripandelli Martuzzi                                  |                                          | Partito Nazionale Fascista               | 1936                                     | 1940                                     | -                                        |
| Giuseppe Sanley                                            | Commissario prefettizio                  | Commissario prefettizio                  | 1940                                     | 1940                                     | -                                        |
| Giuseppe Bertinelli                                        | Commissario prefettizio                  | Commissario prefettizio                  | 1940                                     | 1941                                     | -                                        |
| Andrea Balsamo                                             | Commissario prefettizio                  | Commissario prefettizio                  | 1941                                     | 1942                                     | -                                        |
| Bene Bernucci Tiboni                                       | Commissario prefettizio                  | Commissario prefettizio                  | 1942                                     | 1943                                     | -                                        |
| Secondo Favali                                             |                                          | Partito Fascista Repubblicano            | 1943                                     | 1944                                     | -                                        |
| Giovanni Renato Trenti                                     |                                          | Partito Fascista Repubblicano            | 1944                                     | 1944                                     | -                                        |
| Igino Maggini                                              | Commissario prefettizio                  | Commissario prefettizio                  | 1944                                     | 1944                                     | -                                        |
| Giuseppe Bertinelli                                        |                                          | Partito Fascista Repubblicano            | 1944                                     | 1945                                     | -                                        |
| Luigi Silvestri                                            |                                          | Partito Fascista Repubblicano            | 1945                                     | 23 aprile 1945                           | -                                        |
| Sindaci del periodo costituzionale transitorio (1945-1946) |                                          |                                          |                                          |                                          |                                          |
| Nominativo                                                 | Partito                                  | Partito                                  | Mandato                                  | Mandato                                  | Elezione                                 |
| Nominativo                                                 | Partito                                  | Partito                                  | Inizio                                   | Fine                                     | Elezione                                 |
| Antonio Zagnoli                                            |                                          | Partito Socialista Italiano              | 1945                                     | 1946                                     | CLN                                      |

## Repubblica italiana (dal 1946)
| Sindaci eletti dal Consiglio comunale (1946-1995)    | Sindaci eletti dal Consiglio comunale (1946-1995) | Sindaci eletti dal Consiglio comunale (1946-1995) | Sindaci eletti dal Consiglio comunale (1946-1995) | Sindaci eletti dal Consiglio comunale (1946-1995) | Sindaci eletti dal Consiglio comunale (1946-1995) | Sindaci eletti dal Consiglio comunale (1946-1995) | Sindaci eletti dal Consiglio comunale (1946-1995) | Sindaci eletti dal Consiglio comunale (1946-1995) |
| Nominativo                                           | Nominativo                                        | Partito                                           | Partito                                           | Giunta                                            | Giunta                                            | Mandato                                           | Mandato                                           | Elezione                                          |
| Nominativo                                           | Nominativo                                        | Partito                                           | Partito                                           | Giunta                                            | Giunta                                            | Inizio                                            | Fine                                              | Elezione                                          |
| ---------------------------------------------------- | ------------------------------------------------- | ------------------------------------------------- | ------------------------------------------------- | ------------------------------------------------- | ------------------------------------------------- | ------------------------------------------------- | ------------------------------------------------- | ------------------------------------------------- |
|                                                      | Marcello Zanasi                                   |                                                   | Partito Comunista Italiano                        |                                                   | PCI-PSI                                           | 1946                                              | 1947                                              | Elezioni 1946                                     |
|                                                      | Giorgio Zanasi                                    |                                                   | Partito Comunista Italiano                        | 1947                                              | PCI-PSI                                           | 1947                                              |                                                   | Elezioni 1946                                     |
|                                                      | Giovanna Bonesi                                   |                                                   | Partito Comunista Italiano                        | 1947                                              | PCI-PSI                                           | 1951                                              |                                                   | Elezioni 1946                                     |
|                                                      | Attilio Neri                                      |                                                   | Partito Comunista Italiano                        |                                                   | PCI-PSI                                           | 1951                                              | 1954                                              | Elezioni 1951                                     |
|                                                      | Viscardo Lenzi                                    |                                                   | Partito Comunista Italiano                        |                                                   | PCI-PSI                                           | 1954                                              | 1960                                              | Elezioni 1954                                     |
|                                                      | Wainer Neri                                       |                                                   | Partito Comunista Italiano                        |                                                   | PCI-PSI                                           | 1960                                              | 1965                                              | Elezioni 1960                                     |
|                                                      | Wainer Neri                                       | PCI-PSI                                           | Partito Comunista Italiano                        | 1965                                              | 1970                                              | Elezioni 1965                                     |                                                   |                                                   |
|                                                      | Wainer Neri                                       | PCI-PSI                                           | Partito Comunista Italiano                        | 1970                                              | 1975                                              | Elezioni 1970                                     |                                                   |                                                   |
|                                                      | Giuseppe Galli                                    |                                                   | Partito Socialista Italiano                       |                                                   | PCI-PSI                                           | 1975                                              | 1981                                              | Elezioni 1975                                     |
|                                                      | Liliana Albertini                                 |                                                   | Partito Comunista Italiano                        |                                                   | PCI                                               | 1981                                              | 1985                                              | Elezioni 1980                                     |
|                                                      | Liliana Albertini                                 | PCI                                               | Partito Comunista Italiano                        | 1985                                              | 1987                                              | Elezioni 1985                                     |                                                   |                                                   |
|                                                      | Gino Quartieri                                    | PCI                                               |                                                   | Partito Comunista Italiano                        | 11 maggio 1987                                    | Elezioni 1985                                     | 8 luglio 1990                                     |                                                   |
|                                                      | Gino Quartieri                                    | Partito Democratico della Sinistra                |                                                   | PDS                                               | 8 luglio 1990                                     | 24 aprile 1995                                    | Elezioni 1990                                     |                                                   |
| Sindaci eletti direttamente dai cittadini (dal 1995) |                                                   |                                                   |                                                   |                                                   |                                                   |                                                   |                                                   |                                                   |
| Nominativo                                           | Nominativo                                        | Partito                                           | Partito                                           | Coalizione                                        | Coalizione                                        | Mandato                                           | Mandato                                           | Elezioni                                          |
| Nominativo                                           | Nominativo                                        | Partito                                           | Partito                                           | Coalizione                                        | Coalizione                                        | Inizio                                            | Fine                                              | Elezioni                                          |
|                                                      | Gino Quartieri                                    |                                                   | Partito Democratico della Sinistra                |                                                   | PDS                                               | 24 aprile 1995                                    | 14 giugno 1999                                    | Elezioni 1995                                     |
|                                                      | Roberto Adani                                     |                                                   | Democratici di Sinistra                           |                                                   | DS-PPI-Dem                                        | 14 giugno 1999                                    | 14 giugno 2004                                    | Elezioni 1999                                     |
|                                                      | Roberto Adani                                     | Partito Democratico                               |                                                   | DS-DL-PRC-IdV                                     | 14 giugno 2004                                    | 22 giugno 2009                                    | Elezioni 2004                                     |                                                   |
|                                                      | Daria Denti                                       |                                                   | Partito Democratico                               |                                                   | PD-IdV                                            | 22 giugno 2009                                    | 9 giugno 2014                                     | Elezioni 2009                                     |
|                                                      | Mauro Smeraldi                                    |                                                   | Vignola Cambia                                    |                                                   | Liste civiche di sinistra e centro-destra         | 9 giugno 2014                                     | 3 febbraio 2017                                   | Elezioni 2014                                     |
|                                                      | Bruno Scognamillo                                 | Commissario prefettizio                           | Commissario prefettizio                           | Commissario prefettizio                           | Commissario prefettizio                           | 24 febbraio 2017                                  | 11 giugno 2017                                    | —                                                 |
|                                                      | Simone Pelloni                                    |                                                   | Lega Nord                                         |                                                   | LN-Lista civica-FI                                | 26 giugno 2017                                    | 5 maggio 2020                                     | Elezioni 2017                                     |
|                                                      | Angelo Pasini Sindaco f.f.                        |                                                   | Lega Nord                                         | 5 maggio 2020                                     | LN-Lista civica-FI                                | 23 settembre 2020                                 |                                                   | Elezioni 2017                                     |
|                                                      | Emilia Muratori                                   |                                                   | Partito Democratico                               |                                                   | PD-Liste civiche                                  | 23 settembre 2020                                 | in carica                                         | Elezioni 2020                                     |